# 伊藤良司
伊藤 良司 （いとう りょうじ、1965年 - ）は、日本のジャーナリスト。NHK報道局国際部記者。東京都出身。

## 経歴
1988年、東京外国語大学仏語科卒業後、NHKに入局。報道局国際部に配属。在籍中に延世大学校へ語学留学。1996年から2001年まで海外特派員としてソウルに駐在し、韓国の動きを伝える。その後、ヨーロッパに渡航し、パリに駐在。NHKブリュッセル支局やNHKパリ支局（現在のNHKヨーロッパ総局）長とヨーロッパ報道を経験。NHKソウル支局長に就任。アメリカと中国にも駐在。NHK WORLD-JAPANの英語ニュースにも携わる。
2012年、日本に帰国後は 国際部（アジア統括）副部長に就任。2024年度からは『サタデーウオッチ9』のメインキャスターを担当した。